# 山河锦绣
《山河锦绣》是一部2022年中国大陆脱贫攻坚题材电视剧，该剧由中国电视剧制作中心制作，余淳、吕紫伯执导，由甲、韦言、吴海中编剧，李乃文、颜丙燕、苏青、胡明、姜冠南和王雷等主演。于2022年11月15日在央视一套黄金档首播。

## 播出时间
| 频道 | 所在地      | 首播日期             | 播出时间 | 备注                        |
| CCTV-1 | 中国大陆    | 2022年11月15日       | 20:00    | 黄金档                      |
| 北京卫视、东方卫视、广东卫视 | 中国大陆    | 2022年11月15日       |          |                             |
| 中国大陆各OTT平台 （包括央视频、芒果TV、 爱奇艺、腾讯视频、 优酷）                                                                        | 中国大陆    | 2022年11月15日       | 22:00    | 会员当日更新 非会员次日更新 |
| 港澳各电视台 （包括香港电台港台电视31、TVB华语剧台、翡翠台 、有线宽频HOY TV、澳广视澳视澳门、亚洲电视OTT平台、 澳亚卫视、凤凰卫视香港台） | 香港 · 澳門 |                      |          |                             |
| CCTV-14 | 中国大陆    | 2024年6月8日-6月18日 | 21:50    | 三集连播                    |

## 演出
- 李乃文
- 颜丙燕
- 王雷
- 苏青
- 胡明
- 姜冠南
- 张嘉益
- 丁勇岱
- 马少骅
- 张志坚

## 制作
本剧年代剧情的主要取景地位于河南省。
本剧制作公司为中国电视剧制作中心有限责任公司。出品公司包括：
- 出品：中央广播电视总台
- 联合出品：北京爱奇艺科技有限公司、腾讯科技（北京）有限公司、优酷科技有限公司、湖南快乐阳光互动娱乐传媒有限公司、广东广播电视台、上海东方娱乐传媒集团有限公司、北京广播电视台、香港电台、电视广播有限公司、亚洲电视有限公司、香港有线宽频集团、凤凰卫视投资（控股）有限公司、澳门广播电视股份有限公司、澳亚卫视有限公司

## 奖项
| 年份   | 頒獎典禮           | 獎項         | 入围者       | 結果 |
| ------ | ------------------ | ------------ | ------------ | ---- |
| 2024年 | 第34届电视剧飞天奖 | 优秀电视剧奖 | 《山河锦绣》 | 提名 |